# Patterson (Nueva York)
Patterson es un pueblo ubicado en el condado de Putnam en el estado estadounidense de Nueva York y además es su sede de condado. En el año 2000 tenía una población de 11,306 habitantes y una densidad poblacional de 135 personas por km².

## Geografía
Patterson se encuentra ubicada en las coordenadas 41°28′00″N 73°41′28″O / 41.46667, -73.69111. Según la Oficina del Censo, la ciudad tiene un área total de 85,2 km² (32,9 mi²), de la cual 83,7 km² (32,3 mi²) es tierra y 1,7 km² (0,7 mi²) (1.95%) es agua.

## Demografía
Según la Oficina del Censo en 2007 los ingresos medios por hogar en la localidad eran de $66,250, y los ingresos medios por familia eran $75,746. Los hombres tenían unos ingresos medios de $50,161 frente a los $37,975 para las mujeres. La renta per cápita para la localidad era de $26,103. Alrededor del 4.9% de la población estaban por debajo del umbral de pobreza.